# Okros Tsikhe
Okros Tsikhe (en georgià: ოქროს ციხე, literalment, 'fortalesa daurada') és una fortalesa medieval al municipi d'Adigeni, al sud de Geòrgia, a la regió de Samtsje-Yavajeti, al nord del llogaret de Shoqa. Es troba a la vall històrica de Kvabliani, en una muntanya rocosa quasi inaccessible. La fortalesa va ocupar un lloc destacat en les trobades entre georgians i otomans del segle xvi i també era coneguda per l'equivalent turc del seu nom, Altunkal'a. El 2007, Okros Tsikhe va ser inscrita en la llista de Monuments Culturals destacats de Geòrgia.

## Arquitectura
La fortalesa d'Okros Tsikhe és una de les més grans fortificacions medievals de Geòrgia. Els seus gruixuts murs estan construïts amb enormes blocs de pedra toscament retallats, que assoleixen una alçada de 10 metres. La ciutadella culmina en una cresta rocosa de la muntanya i les seves muralles -reforçades amb grans torres- descendeixen en picat tant al vessant sud com a la part nord. Té una planta complexa, amb diversos nivells que segueixen la superfície irregular, i parets artificials que es mesclen amb la paret rocosa.

## Història

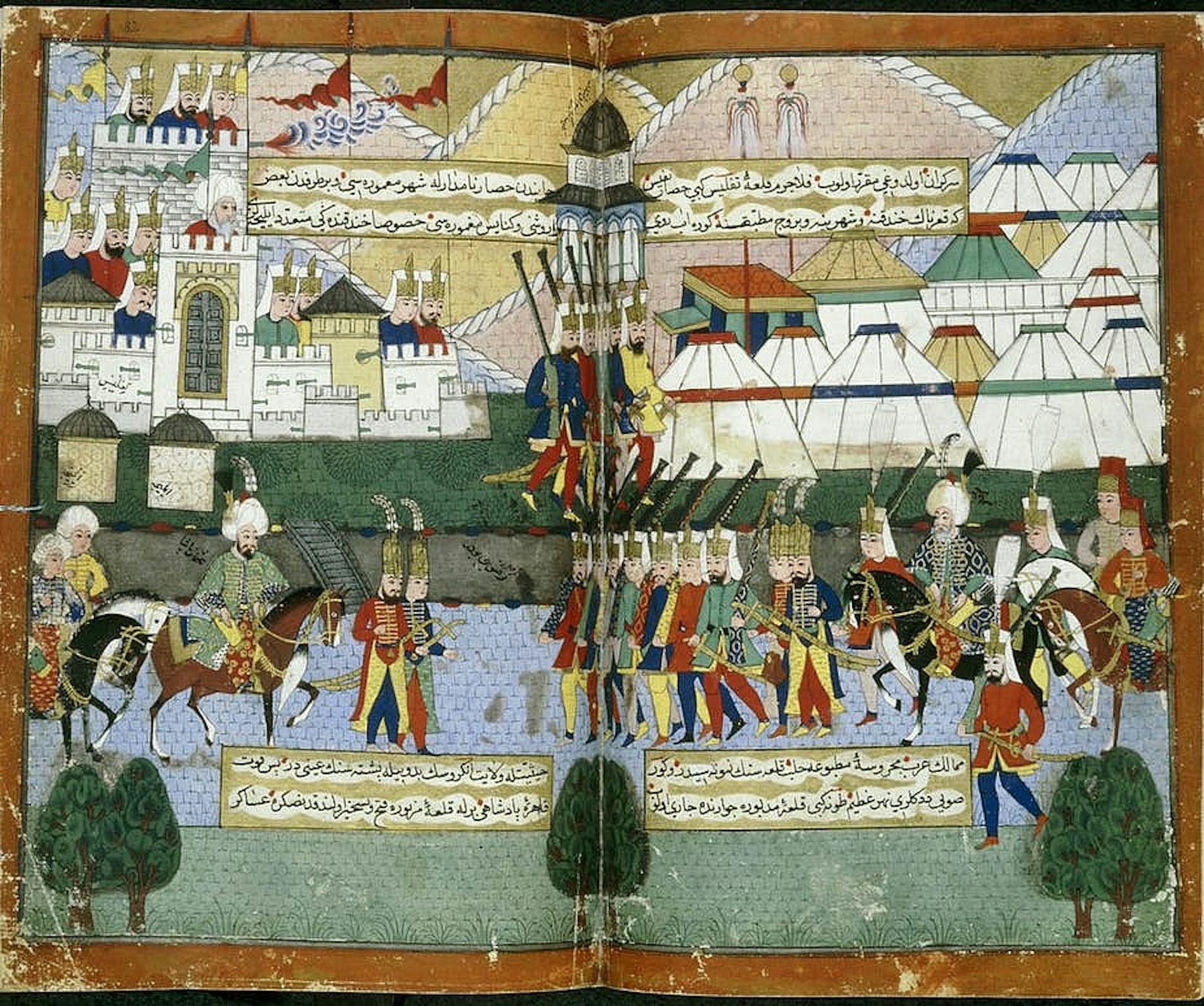
Lala Kara Mustafa Pasha amb el seu exèrcit otomà desfilant davant les muralles de Tbilisi a l'agost de 1578

La fortalesa d'Okros Tsikhe va ser construïda a la fi del segle xiii o principis del XIV i era una de les principals fortificacions en possessió de la dinastia Jaqeli del Principat de Samtskhé. A causa de la seva posició dominant a la vall de Kvabliani, la fortalesa va tenir un paper destacat en la defensa de Samtskhé contra l'exèrcit de l'Imperi Otomà invasor durant la campanya caucàsica de Lala Kara Mustafa Pasha el 1578. Va ser allà on el príncep Dedisimedi s'havia atrinxerat abans de negociar un acord de pau amb el comandant otomà. Després de la conquesta otomana final de la província, la fortalesa va ser coneguda pel seu nom turc, Altunkal'a, i va servir com a centre del districte homònim (Liwa).